# 1836 en Grèce
Chronologie de la Grèce
- 1832
- 1833
- 1834
- 1835
- 1836
- 1837
- 1838
- 1839
- 1840

Cette page concerne les évènements survenus en 1836 en Grèce  :

## Événement
- 22 décembre : Le roi Othon Ier épouse Amélie d'Oldenbourg.

## Création
- Béotie
- Écoles d'Arsákeia-Tosítseia, groupe d'écoles indépendantes mixtes.
- Palais Prokesch-Osten (el) à Athènes.

## Naissance
- Leonídas Drósis (el), sculpteur.
- Evángelos Kofiniótis (el), écrivain.
- Dimítrios D. Miaoúlis (el), personnalité politique.
- Theódoros Négris (el), mathématicien.
- Emmanouíl Roḯdis, journaliste et écrivain.
- Panagiótis Synodinós (d), poète.
- Timoléon Vássos, militaire, qui a notamment participé à l'occupation temporaire de la Crète en 1897-1898.

## Décès
- Jean Claude Mathias Boutay,  philhellène français, ex-garde du corps du roi Charles X, puis capitaine des grenadiers qui a participé à la guerre d'indépendance grecque.
- Geórgios Mavrommátis (el), personnalité politique.
- Dimítrios Miaoúlis, personnalité politique et combattant de la guerre d'indépendance.